# Markus Pape
Markus Pape (* 1962, Berlín) je německý novinář, publicista a překladatel působící v Praze.

## Život
Markus Pape vystudoval sociologii a cizí jazyky na univerzitách ve Frankfurtu nad Mohanem a v Bamberku. Od roku 1991 působí v Česku. Ve svých textech se věnuje zejména problematice rasismu a diskriminace. Od roku 1998 působí i jako právní konzultant a pozorovatel v oblasti diskriminace příslušníkům menšin a násilných útoků neonacistů. Mj. zastupoval rodiny obětí žhářského útoku ve Vítkově jako zmocněnec poškozených.  Pape je také autor knihy o koncentračním táboře v Letech u Písku A nikdo vám nebude věřit, kterou napsal na základě tříletého studia historických pramenů a rozhovorů s 60 bývalými vězni. V roce 2019 vydal monografii Sólo Jiřího Letova. Život a činnost důstojníka generálního štábu a experta na lágry podle archivních dokumentů a jeho deníků.